# Морозов, Алексей Славиевич
Алексе́й Сла́виевич Моро́зов (род. 3 января 1966, Обнинск, Калужская область, РСФСР, СССР) — советский и российский футболист, защитник, полузащитник.

## Биография
Воспитанник обнинской футбольной школы. Первый тренер — Юрий Алексеевич Шуванов.
Начинал в дубле московского «Динамо».
На высшем уровне выступал за воронежский «Факел», камышинский «Текстильщик», раменский «Сатурн», «Локомотив» (Нижний Новгород).
Во всех командах играл вместе с братом-близнецом Олегом. В Воронеже играли на позициях крайних полузащитников — Алексей слева, Олег справа. В последующем оба играли на правом фланге защиты.
Первый в чемпионате России по футболу, кто сыграл 50 матчей.
С 2002 года — тренер ДЮСШ «Квант» (Обнинск). В 2009 и с 2012 по 2018 годы — главный тренер ФК «Квант» Обнинск — участника любительского первенства России (III дивизион).

### Семья
- Отец — Славий Алексеевич Морозов (1939—2010), советский и российский физик. Доктор технических наук, начальник отдела Физико-энергетического института, профессор Обнинского института атомной энергетики.[3]
- Брат-близнец — Олег Славиевич Морозов (р. 1966), советский и российский футболист, тренер.